# Cliona
Genre
Synonymes
Voir le texte.
Cliona  est un genre d'éponges de la famille Clionaidae.

## Taxinomie
Le genre est décrit par Robert Edmond Grant en 1826, l'espèce type est Cliona celata. De nombreux taxons décrits depuis sont entrés en synonymie avec Cliona :
- Anthosigmella Topsent, 1918
- Bernatia Rosell & Uriz, 1997
- Delaubenfelsia Dickinson, 1945
- Euryphylle Duchassaing & Michelotti, 1864
- Idomon Gray, 1867
- Osculina Schmidt, 1868
- Papillella Vosmaer, 1885
- Papillina Schmidt, 1862
- Poterion Schlegel, 1858
- Raphyrus Bowerbank, 1862
- Rhaphiophora Gray, 1867
- Rhaphyrus Bowerbank, 1864
- Sapline Gray, 1867
- Taguilla Bowerbank, 1874
- Tapiliata Bowerbank, 1874
- Vioa Nardo, 1839.

## Liste d'espèces
Selon World Register of Marine Species (13 mai 2016) :
- Cliona adriatica Calcinai, Bavestrello, Cuttone, Cerrano, 2011
- Cliona aethiopicus Burton, 1932
- Cliona albimarginata Calcinai, Bavestrello & Cerrano, 2005
- Cliona amplicavata Rützler, 1974
- Cliona annulifera Annandale, 1915
- Cliona aprica Pang, 1973
- Cliona arenosa (Schmidt, 1870)
- Cliona argus Thiele, 1898
- Cliona barbadensis Holmes, 2000
- Cliona burtoni Topsent, 1932
- Cliona caesia (Schönberg, 2000)
- Cliona caledoniae van Soest & Beglinger, 2009
- Cliona californiana de Laubenfels, 1932
- Cliona caribbaea Carter, 1882
- Cliona carteri (Ridley, 1881)
- Cliona celata Grant, 1826
- Cliona chilensis Thiele, 1905
- Cliona delitrix Pang, 1973
- Cliona desimoni Bavestrello, Calcinai & Sarà, 1995
- Cliona dioryssa (de Laubenfels, 1950)
- Cliona dissimilis Ridley & Dendy, 1886
- Cliona diversityla Sarà, 1978
- Cliona dubbia (Duchassaing & Michelotti, 1864)
- Cliona duvernoysii (Duchassaing, 1850)
- Cliona ecaudis Topsent, 1932
- Cliona ensifera Sollas, 1878
- Cliona euryphylle Topsent, 1888
- Cliona favus Calcinai, Bavestrello & Cerrano, 2005
- Cliona flavifodina Rützler, 1974
- Cliona infrafoliata (Thiele, 1898)
- Cliona insidiosa Hancock, 1849
- Cliona janitrix Topsent, 1932
- Cliona johannae Topsent, 1932
- Cliona johnstoni (Carter, 1886)
- Cliona jullieni Topsent, 1891
- Cliona kempi Annandale, 1915
- Cliona labiata (Keller, 1880)
- Cliona latens (Duchassaing & Michelotti, 1864)
- Cliona laticavicola Pang, 1973
- Cliona lesueuri Topsent, 1888
- Cliona liangae Calcinai, Bavestrello & Cerrano, 2005
- Cliona lisa Cuartas, 1991
- Cliona lobata Hancock, 1849
- Cliona macgeachi Holmes, 2000
- Cliona medinai Cruz-Barraza, Carballo, Bautista-Guerrero & Nava, 2011
- Cliona michelini Topsent, 1887
- Cliona microstrongylata Carballo & Cruz-Barra, 2005
- Cliona millepunctata Hancock, 1849
- Cliona minuscula Schönberg, Grass & Heiermann, 2006
- Cliona mucronata Sollas, 1878
- Cliona nodulosa Calcinai, Cerrano, Sarà & Bavestrello, 2000
- Cliona orientalis Thiele, 1900
- Cliona papillae Carballo, Cruz-Barra & Gomez, 2004
- Cliona parenzani Corriero & Scalera-Liaci, 1997
- Cliona patera (Hardwicke, 1820)
- Cliona paucispina Rützler, 1974
- Cliona peponaca Pang, 1973
- Cliona phallica Leidy, 1889
- Cliona pocillopora Bautista-Guerrero, Carballo, Cruz-Barraza & Nava, 2006
- Cliona radiata Hancock, 1849
- Cliona raphida Boury-Esnault, 1973
- Cliona raromicrosclera (Dickinson, 1945)
- Cliona reticulata Ise & Fujita, 2005
- Cliona rhodensis Rützler & Bromley, 1981
- Cliona saxicava (Duchassaing & Michelotti, 1864)
- Cliona schmidtii (Ridley, 1881)
- Cliona spissaspira Corriero & Nonnis Marzano, 2006
- Cliona strombi (Duchassaing & Michelotti, 1864)
- Cliona subulata Sollas, 1878
- Cliona tenuis Zea & Weil, 2003
- Cliona thoosina Topsent, 1888
- Cliona tinctoria Schönberg, 2000
- Cliona topsenti (Lendenfeld, 1898)
- Cliona tropicalis Cruz-Barraza, Carballo, Bautista-Guerrero & Nava, 2011
- Cliona tumula Friday. Poppell & Hill, 2013
- Cliona undulata (George & Wilson, 1919)
- Cliona utricularis Calcinai, Bavestrello & Cerrano, 2005
- Cliona valentis (de Laubenfels, 1957)
- Cliona vallartense Carballo, Cruz-Barraza & Gomez, 2004
- Cliona varians (Duchassaing & Michelotti, 1864)
- Cliona vermifera Hancock, 1867
- Cliona viridis (Schmidt, 1862)